# جبلة بادح (مودية)

تعديل مصدري - تعديل

جبلة بادح هي إحدى قرى عزلة مودية بمديرية مودية التابعة لمحافظة أبين، بلغ تعداد سكانها 241 نسمة حسب تعداد اليمن لعام 2004.